# Peter Hammill
Peter Joseph Andrew Hammill (ur. 5 listopada 1948 w Ealing w Londynie) – brytyjski muzyk, kompozytor i wokalista, multiinstrumentalista, a także poeta. 

## Życiorys
Studiował nauki ścisłe, w czasie studiów zainteresował się bliżej teatrem i sztuką. W 1967 roku założył zespół Van der Graaf Generator, z którym rozwinął własną odmianę artystycznego rocka będącego połączeniem rocka, jazzu, rocka psychodelicznego i elementów muzyki awangardowej. Od roku 1970 wydawał również płyty solowe - łączna liczba wydanych albumów artysty, solo i z zespołem, sięga pięćdziesięciu. Albumy zawierają muzykę w zasadzie prostą, oszczędnie opracowaną, o bardzo intensywnym, emocjonalnym wyrazie, często z przewagą warstwy lirycznej nad muzyczną. 
Zgodnie ze słowami samego artysty, Peter Hammill zawsze dążył do tego, aby własnego głosu używać w taki sposób, w jaki Jimi Hendrix używał gitary. Niektóre z jego dojrzałych dzieł, takich jak płyta "Fireships" z 1992 roku, można porównać do dokonań Hendriksa: pełne wyrazu utwory są wysmakowane formalnie i fakturalnie, pozostając przy tym "zwykłymi" piosenkami. W oszczędnych aranżacjach nie wykorzystuje się gitary elektrycznej i akustycznej, fortepianu, skrzypiec czy saksofonu jako ozdobników czy skromnych akompaniatorów dla głosu, lecz jako równoprawnych instrumentów tworzących złożoną, żywą tkankę utworu.
Artysta czterokrotnie odwiedził Polskę (koncerty solowe w Bydgoszczy - 1995, 1999, w Krakowie - 1999 oraz w Warszawie i Krakowie - 2019 i z zespołem Van der Graaf Generator w Bydgoszczy i  Krakowie - 21 i 22.04.2007)

## Publikacje
- Killers, Angels, Refugees, 1974, Spice Box Books, ISBN 978-0-85947-002-5
- Mirros, Dreams And Miracles, 1982, Sofa Sound

## Dyskografia
| Albumy studyjne - 1971 Fool's Mate - 1973 Chameleon in the Shadow of the Night - 1974 The Silent Corner and the Empty Stage - 1974 In Camera - 1975 Nadir's Big Chance - 1977 Over - 1978 The Future Now - 1979 pH7 - 1980 A Black Box - 1981 Sitting Targets - 1982 Enter K - 1983 Patience - 1983 Loops & Reels - 1984 The Love Songs - 1986 Skin - 1986 And Close as This - 1988 In a Foreign Town - 1990 Out of Water - 1991 The Fall of the House of Usher - 1992 Fireships - 1993 The Noise - 1993 Offensichtlich Goldfish - 1994 Roaring Forties - 1996 X My Heart - 1996 Sonix - 1997 Everyone You Hold - 1998 This - 2000 None of the Above - 2001 What Now? - 2001 Unsung - 2002 Clutch - 2004 Incoherence - 2006 Singularity - 2009 Thin Air - 2012 Consequences - 2014 ...All That Might Have Been... - 2017 From the Trees |  | Albumy koncertowe - 1985 The Margin - 1990 Room Temperature - 1993 There Goes the Daylight - 1995 The Peel Sessions - 1996 Tides - 1997 The Union Chapel Concert (z Guyem Evansem) - 1999 Typical - 2009 In The Passionkirche, Berlin 1992 - 2011 PNO.GTR.VOX. - Live Performances Kompilacje - 1978 Vision - 1993 The Calm (After the Storm) - 1993 The Storm (Before the Calm) - 1996 Past Go – Collected Współpraca - 1988 Spur of the moment (z Guyem Evansem) - 1999 The Appointed Hour (z Rogerem Eno) - 2014 Other World (z Garym Lucasem) |